# War Heroes
《War Heroes》는 미국의 기타리스트 지미 헨드릭스의 컴필레이션 음반이다. 1972년 10월, 영국에서, 같은 해 12월, 미국에서 발매되었으며, 헨드릭스 사후에 발매된 대부분 미공개 스튜디오 녹음들로 구성된 세 번째 음반이다. 이 음반은 에디 크레이머와 존 얀센이 엔지니어링, 믹싱, 편집을 맡았으며, 헨드릭스의 전기 작가이자 훗날의 프로듀서인 존 맥더멋은 헨드릭스를 프로듀서로도 지목하고 있다.

## 배경
《War Heroes》에는 헨드릭스가 네 번째 스튜디오 음반에 수록할 예정이었던 〈Stepping Stone〉, 〈Izabella〉, 〈Beginnings〉(이 음반에서는 〈Beginning〉으로 표기됨) 등 세 곡이 포함되어 있다. 이 곡들과 1971년에 발매된 《The Cry of Love》, 《Rainbow Bridge》의 수록곡들은 1997년에 발매된 《First Rays of the New Rising Sun》에 함께 수록되었다. 《War Heroes》는 영국 음반 차트에서 23위, 미국 빌보드 200에서 48위, 캐나다에서는 51위를 기록했다.

## 평가
| 전문가 평가              | 전문가 평가 |
| 평가 점수                | 평가 점수   |
| 출처                     | 점수        |
| ------------------------ | ----------- |
| AllMusic                 | [ 5 ]       |
| Christgau's Record Guide | B           |

로버트 크리스트가우는 《War Heroes》의 수록곡들이 "바닥을 긁는 수준"이라고 평가했으며, 특히 〈Peter Gunn〉과 〈3 Little Bears〉 같은 곡들은 "채우기용"처럼 들린다고 지적했다. 그럼에도 불구하고 전체적으로는 "여전히 강렬한 작품"이라며, 특히 〈Highway Chile〉의 리프와 〈Steppin' Stone〉의 순수한 속도를 높이 평가했다. 그는 이 음반에 자신의 채점 체계에서 B 등급을 부여했다.

## 곡 목록
모든 곡들은 특별한 언급이 없는 한 지미 헨드릭스에 의해 작사/작곡하였다.
| #  | 제목               | 작사·작곡          | 재생 시간 |
| -- | ------------------ | ------------------ | --------- |
| 1. | 〈Bleeding Heart〉 |                    | 3:15      |
| 2. | 〈Highway Chile〉  |                    | 3:30      |
| 3. | 〈Tax Free〉       | 보 한손, 야네 칼손 | 4:58      |
| 4. | 〈Peter Gunn〉     | 헨리 맨시니        | 2:18      |
| 5. | 〈Stepping Stone〉 |                    | 4:07      |

| #  | 제목               | 작사·작곡 | 재생 시간 |
| -- | ------------------ | --------- | --------- |
| 1. | 〈Midnight〉       |           | 5:32      |
| 2. | 〈3 Little Bears〉 |           | 4:09      |
| 3. | 〈Beginning〉      | 미치 미첼 | 4:13      |
| 4. | 〈Izabella〉       |           | 2:55      |